# Antoine François Rodat d'Olemps
Antoine François Rodat d'Olemps est un homme politique français né le 2 octobre 1751 à Olemps (Aveyron) et mort le 14 septembre 1816 à Flavin (Aveyron).

## Biographie
Cultivateur et propriétaire, il est élu député du tiers état aux États-généraux de 1789 pour la sénéchaussée de Rodez. Administrateur de l'Aveyron en 1791, il est élu député de l'Aveyron au Conseil des Anciens le 24 germinal an VI. Rallié au coup d'État du 18 Brumaire, il siège au corps législatif jusqu'en 1807.

## Sources
- « Antoine François Rodat d'Olemps », dans Adolphe Robert et Gaston Cougny, Dictionnaire des parlementaires français, Edgar Bourloton, 1889-1891 [détail de l’édition]